# プラウドタワー武蔵浦和テラス

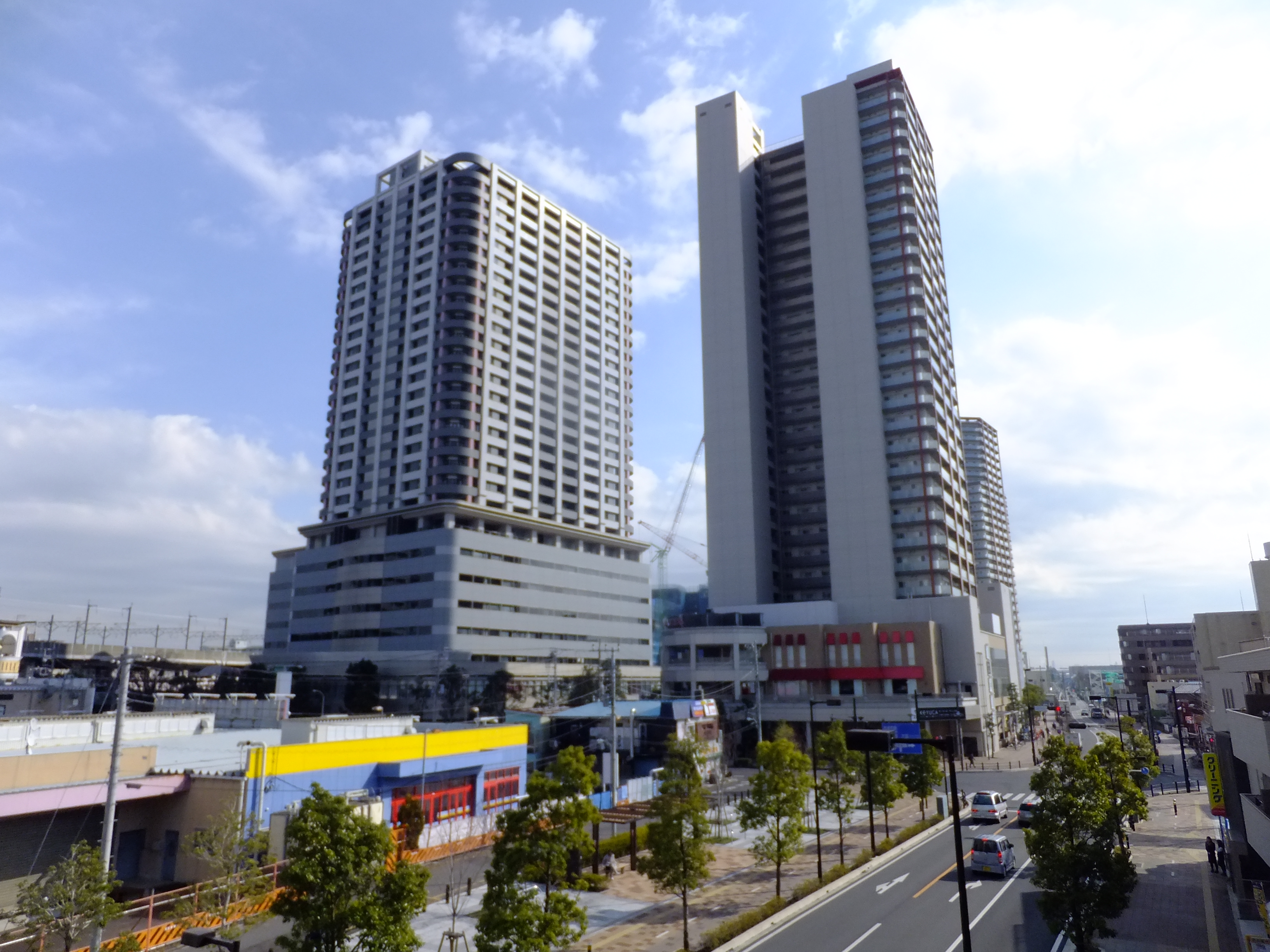
ラムザタワー（左）とナリアテラス（右）

プラウドタワー武蔵浦和テラス（プラウドタワーむさしうらわテラス）は、埼玉県さいたま市南区にある超高層タワーマンション。野村不動産による分譲マンションとなっている。ナリアテラスとも。

## 概要
武蔵浦和駅周辺の再開発事業のひとつである武蔵浦和駅第4街区第一種市街地再開発事業AブロックのA棟として建設された。南側にはBブロックのプラウドタワー武蔵浦和ガーデンと商業施設（マルエツ）や駐車場棟がある。
B棟のガーデンは同時期竣工のツインタワーである。両タワー（4街区）の愛称はナリアとなっているため、ナリアテラスとも呼称される。1階から2階は店舗となっている。再開発地区内の公共複合施設サウスピア北側にプラウドタワー武蔵浦和マークスがあるが、これは別の再開発事業で竣工時期も違う。武蔵浦和駅からペデストリアンデッキで直通徒歩3分の場所にあり、3LDKから4LDKの間取りが用意され、4400万円～1億80万円程度の価格で分譲された。4街区は武蔵浦和駅周辺の再開発事業の中では8-1街区のMUSE CITY ザ・ファーストタワーに次いで4番目に完成した。
2024年（令和6年）には田島通りを挟んで北側にプラウドシティ武蔵浦和 ステーションアリーナ（19階建・高層マンション）が竣工する予定となっている。

## 沿革
- 1987年（昭和62年） - 再開発協議会設立。
- 1991年（平成3年）5月26日 - 再開発準備組合設立。
- 2003年（平成15年）2月28日 - 都市計画決定・変更[1]。
- 2004年（平成16年）8月18日 - 組合設立認可公告。
- 2005年（平成17年）11月22日 - 権利変換計画認可。
- 2006年（平成18年）4月21日 - 起工式。
- 2008年（平成20年）10月30日 - 建物工事完了。
- 2009年（平成21年）3月24日 - 竣工式。

## 店舗
- ウエルシア薬局
- something BELLA GIOIA
- おくどさん
- KEYUCA（2020年6月21日閉店）